# Gamate
Il Gamate (nome originale 超級小子 chaoji xiaozi, lett. "super ragazzo") è una console portatile realizzata nel 1990 dalla compagnia Bit Corporation di Taiwan.
Il Gamate venne realizzato come alternativa economica al più celebre Game Boy, rispetto al quale era tecnicamente inferiore.
La console ebbe poco successo, ma oltre che a Taiwan fu venduta in molte nazioni, con diffusione relativamente ampia in Italia, dove era distribuita dalla GiG.

## Storia
La Bit Corporation era già un produttore di cloni di console fisse e aveva perciò esperienza nell'hardware per videogiochi quando decise di entrare nel mercato delle portatili. Il Gamate prese molta ispirazione dal Game Boy, che all'epoca era un grande successo, sebbene non si possa considerare un suo clone; tipo di schermo, quantità di RAM, formato dei controlli e adattatore per la corrente elettrica sono gli stessi del Game Boy e le capacità audio e video sono molto simili. Per le cartucce si scelse invece un formato sottile stile tessera, più simile a quelle del PC Engine o del Sega Master System.
Il più basso livello tecnico del Gamate rispetto al Game Boy, dovuto alle minori dimensioni del produttore, è evidente soprattutto nella qualità dello schermo. Il display LCD originale del Gamate ha problemi di sfocatura in movimento, come anche quello del Game Boy, ma molto peggio. Oggetti piccoli e veloci come i proiettili dello sparatutto a scorrimento Tornado diventano quasi invisibili. Alcune versioni successive del Gamate hanno schermi migliorati che mitigano il problema; non è chiaro tuttavia se fu una correzione intenzionale o se erano schermi provenienti per qualche altro motivo da due fornitori diversi, poiché sembra che la Bit Corporation produsse versioni con entrambi i tipi di schermo contemporaneamente.
Inizialmente non era neppure in considerazione la commercializzazione del Gamate al di fuori di Taiwan, ma sull'onda del grande interesse per le console portatili spronato dal Game Boy la Bit Corporation ottenne molti accordi per la distribuzione all'estero, sebbene con risultati di basso profilo. È accertato che oltre a Taiwan la console fu venduta in Regno Unito, Italia, Francia, Germania, Svizzera, Nord America, Argentina, Uruguay e probabilmente Cina, ma tramite distributori locali potrebbe aver raggiunto molte altre nazioni, probabilmente con l'importante esclusione del Giappone.
Il sistema uscì con tre tipi di confezione: taiwanese (in cinese), internazionale (in inglese con eventuali adesivi sovrapposti per altre lingue europee) e italiana.
Nel Regno Unito fu distribuito dalla Cheetah, allora un noto produttore di joystick, al prezzo di lancio di 59,95£, ossia 10£ in meno del Game Boy, mentre le cartucce costavano intorno a 15£. La rivista britannica Computer and Video Games recensì negativamente il Gamate, soprattutto per lo schermo e per il software scadente. In seguito la Maplin ritentò la distribuzione nel paese, con i giochi che scesero fino anche a 0,99£.
In Italia la Gamate fu distribuita dalla GiG, allora uno dei principali nomi nel campo dei giocattoli, che già distribuiva la console Nintendo Entertainment System e presumibilmente poté sfruttarne la rete commerciale, ottenendo più successo che in altri paesi. A conferma di ciò, la maggior parte dei vecchi giochi per Gamate venduti su eBay vent'anni dopo sono edizioni italiane.
Per i giochi non ci furono editori indipendenti dalla Bit Corporation, ma ci furono almeno due sviluppatori esterni: la Gamtec Corp di Taiwan e la Hengmao Electronics della Cina. Come quantità di giochi (forse fino a 71) il Gamate superò ogni altra console portatile di importanza secondaria, comprese quelle molto più note come N-Gage e Game.com. La qualità fu generalmente bassa, probabilmente a causa delle limitate risorse dei piccoli sviluppatori.
Nel 1992 la Bit Corporation abbandonò il mercato per problemi finanziari, ma la produzione del Gamate non cessò. La console fu acquisita dalla UMC (United Microelectronics Corporation, ancora in attività decenni dopo) e dalla sua sussidiaria Funtech, anche nota come Dunhuang Technology. La UMC produceva semiconduttori e aveva avuto già dall'inizio un ruolo importante, come fornitore di circuiti, nella produzione del Gamate.
L'abbandono definitivo fu intorno alla fine del 1993. Mancano informazioni attendibili per valutare il numero totale di unità vendute, ma certamente il Gamate non fu un grande successo, anche a giudicare dalla scarsità di unità rimaste in circolazione tra i collezionisti.
In rapporto alle piccole dimensioni dei suoi produttori, la console potrebbe anche essere stata un successo economico; di certo il fallimento della Bit Corporation non è un buon segno, ma la UMC rimase nel campo dei videogiochi e produsse tempo dopo la console a 16 bit Super A'can (quest'ultima un comprovato fallimento, dopo il quale la UMC abbandonò il settore videogiochi).
Nell'ambito del retrogaming il Gamate è di scarso interesse per il gioco in sé, tuttavia è molto ricercato nel collezionismo, proprio per il fatto di essere una piattaforma semisconosciuta, eppure con un numero relativamente alto di giochi, inoltre fino almeno al 2010 non ne esisteva un emulatore. Dal 2014 circa l'emulazione è supportata da MESS e da maggio 2015, con l'unificazione dei due emulatori, anche su MAME.

## Caratteristiche tecniche
- CPU: NCR 81489 a 8 bit (BIT WS39323F) in uno shell QFP-100
- ROM: 2 kB (UM6116M-2L CMOS static RAM, pin compatibile con chip ROM/EPROM)
- RAM: 16 kB (2 chip CXK5864M-15L) di SRAM
- Misure: 16,7 x 9,7 x 3,3 cm
- Tasti: croce direzionale, A, B, START e SELECT
- Schermo: LCD in 4 scale di grigio, 160x152 pixel
- Audio: speaker interno mono, presa per cuffie; stereofonia udibile soltanto in cuffia[1]
- Media: cartucce piatte simili alle HuCard (PC Engine), alle My Card (Sega SG-1000) e alle Sega Card (Sega Master System), 19x2 pin. Solo circa un terzo della cartuccia alloggia l'elettronica (2 chip), il resto è solo plastica piena che supporta l'etichetta[4].
- Input/Output:
  - Slot cartucce
  - Ingresso cuffie
  - Alimentazione da rete elettrica opzionale
  - Connettore per cavo multigiocatore (2 giocatori)
- Alimentazione: 6V (4 batterie AA)

## Videogiochi
Il numero di giochi usciti è difficile da determinare; le stime sono generalmente tra 60 e 70, ma molti collezionisti sostengono che siano 71.
Gran parte dei titoli sono cloni di giochi famosi per altri sistemi, ma difficilmente di qualità paragonabile all'originale. I giochi più palesemente imitati includono Super Pang (Boom), Pitfall (Monster Pitfall), Bomberman (Bomb Blaster), Columns (Jewelriss), Lode Runner (Witty Apee e Treasure Hunter), Galaxian (Galaxy Invaders), Battle City (Mighty Tank), Breakout (Brick Blaster), Flipull (Flipuzzle), Lock 'n' Chase (Money Maze), Tetris (Cube-Up) e Pipe Mania (Pipemania).
Secondo una selezione fatta dalla rivista Retro Gamer, i giochi migliori sono Snowman Legend (una sorta di incrocio tra Snow Bros. e Sokoban), Tornado (sparatutto stile Parodius), Devil Castle (platform stile Castlevania), Treasure Hunter (uno dei due cloni di Lode Runner), Mini Golf.
Elenco incompleto dei videogiochi pubblicati:
- C1001 Cube-Up
- C1002 Witty Apee
- C1003 Box Forum
- C1004 Mighty Tank
- C1005 Enchanted Bricks
- C1006 Mini Golf
- C1007 Galaxy Invaders
- C1008 Legend of Dragon Knight
- C1009 Tornado
- C1010 Bump n' Run
- C1011 Money Maze
- C1012 Pharaoh Revenger
- C1013 Dino Bibo
- C1014 Time Warrior
- C1015 Kill Shot
- C1016 Volcano Panic
- C1017 Devil Castle
- C1018 Kung-Fu Fighter
- C1019 Dino Ball
- C1020 Bad Bud Chou Chu's Adventure
- C1021 Myth of Asamia
- C1022 Pipemania
- C1023 Tennis
- C1024 Marauder
- C1025 Jackpot
- C1026 Flipuzzle
- C1027 Monster Pitfall
- C1028 Vindicators
- C1029 Brick Blaster (stesso gioco di Enchanted Bricks[1])
- C1030 Beach Volleyball
- C1031 Bomb Blaster
- C1032 Cosmic Fighter
- C1033 Fist of Thunder
- C1034 Superboy
- C1035 Treasure Hunter
- C1036 Jewelriss
- C1037 Nightmare of Santa Claus
- C1038 Mars Voyage
- C1039 Fortress of Fierceness
- C1040 Incantational Couple
- C1041 Mighty Boxer
- C1042 Flying Goblin
- C1043 Boom!
- C1044 Snowman Legend
- C1045 World Cup Soccer
- C1046 Kiki Island
- C1047 Fortune 'n Luck
- C1048 Baseball (Super Baseball)
- C1049 Punk Boy
- C1052 Famous (7 Famous, Famous 7)
- C1053 Metamorphosiser
- C1054 Magic Jigsaw
- C1056 GP Race (Grand Prix, Formula One)
- C1058 天羅煞
- C1068 sconosciuto
- C1401 4 in 1
- K1001 sconosciuto
- ? Dinosaur Park 戎貓極界 (Rong Mao Ji Jie)
- ? 緑野迷蹤 (Lu Ye Mi Zhong)